# نيلسون سيمون
نيلسون سيمون هو مجدف كوبي، ولد في 4 مارس 1954.

## وصلات خارجية
- نيلسون سيمون على موقع الاتحاد الدولي للتجديف (الإنجليزية)
- نيلسون سيمون على موقع اللجنة الأولمبية الدولية (الإنجليزية)
- نيلسون سيمون على موقع أوليمبيديا (الإنجليزية)